# Afrikanska mästerskapen i fäktning 2025
Afrikanska mästerskapen i fäktning 2025 arrangerades mellan den 25 och 29 juni 2025 i Lagos i Nigeria. Det var den 23:e upplagan av afrikanska mästerskapen i fäktning.
Över 200 fäktare från 26 nationer deltog i mästerskapet.

## Medaljörer

### Herrar
| Gren                  | Guld                                                                     | Silver                                                                    | Brons                                                                  |
| Värja, individuellt   | Mohamed El-Sayed                                                         | Mahmoud Mohsen                                                            | Houssam El Kord                                                        |
| Värja, individuellt   | Mohamed El-Sayed                                                         | Mahmoud Mohsen                                                            | Mahmoud El-Sayed                                                       |
| Värja, lag            | Egypten Mahmoud El-Sayed Mohamed El-Sayed Mahmoud Mohsen Mohamed Yasseen | Sydafrika Sergey Losevskiy Stembele Phakisi Jack Saunders Rahul van Manen | Algeriet Djamel Amari Tamer Berkane Imrane Mohammedi Idris Saoual      |
| Florett, individuellt | Abdelrahman Tolba                                                        | Mohamed Hamza                                                             | Victor Alvares de Oliveira                                             |
| Florett, individuellt | Abdelrahman Tolba                                                        | Mohamed Hamza                                                             | Noé Robin                                                              |
| Florett, lag          | Egypten Seif El-Ghayesh Mohamed Hamza Karim Assem Abdelrahman Tolba      | Angola Valter Barros Luis Macedo Francisco Manuel Tomas Pedro             | Algeriet Abderrahmane Chouali Souheil Dellali Salim Heroui Rayan Sadli |
| Sabel, individuellt   | Ahmed Hesham                                                             | Adham Moataz                                                              | Mohamed Amer                                                           |
| Sabel, individuellt   | Ahmed Hesham                                                             | Adham Moataz                                                              | Ahmed Ferjani                                                          |
| Sabel, lag            | Egypten Mohamed Amer Ziad El-Sissy Ahmed Hesham Adham Moataz             | Tunisien Mohamed Cherni Ahmed Ferjani Farès Ferjani Lucas Messica         | Algeriet Akram Bounabi Lotfi Ibrihen Adem Izem Youcef Saad             |

### Damer
| Gren                  | Guld                                                         | Silver                                                       | Brons                                                                    |
| Värja, individuellt   | Alexandra Ndolo                                              | Nardin Ehab                                                  | Aya Hussein                                                              |
| Värja, individuellt   | Alexandra Ndolo                                              | Nardin Ehab                                                  | Océane Tahé                                                              |
| Värja, lag            | Egypten Nardin Ehab Shirwit Gaber Aya Hussein Loulwa Soliman | Algeriet Hadjer Laalmi Inès El-Batoul Taleb Yousra Zebboudj  | Sydafrika Alexandra Lancaster Ivana Simic Phakama Yantolo Phumza Yantolo |
| Florett, individuellt | Sara Amr Hossny                                              | Maxine Esteban                                               | Malak Hamza                                                              |
| Florett, individuellt | Sara Amr Hossny                                              | Maxine Esteban                                               | Noha Hany                                                                |
| Florett, lag          | Egypten Sara Amr Hossny Jana Ehab Malak Hamza Noha Hany      | Tunisien Yasmine Ayari Nourane B'Chir Yasmine Soussi         | Algeriet Malek Tantast Yasmine Tantast Sonia Zeboudj                     |
| Sabel, individuellt   | Alanoud Hegazy                                               | Nada Hafez                                                   | Chaima Benadouda                                                         |
| Sabel, individuellt   | Alanoud Hegazy                                               | Nada Hafez                                                   | Zohra Nora Kehli                                                         |
| Sabel, lag            | Egypten Renad El-Doksh Nada Hafez Alanoud Hegazy Nagwa Nofal | Algeriet Chaima Benadouda Zohra Nora Kehli Kaouther Belkebir | Tunisien Aïcha Bouajina Rania Ferjani Yesmine Rezgui                     |

## Medaljtabell
*   Värdland ( Nigeria)
| Nr                   | Nation               | Guld | Silver | Brons | Totalt |
| -------------------- | -------------------- | ---- | ------ | ----- | ------ |
| 1                    | Egypten              | 11   | 5      | 5     | 21     |
| 2                    | Kenya                | 1    | 0      | 0     | 1      |
| 3                    | Algeriet             | 0    | 2      | 6     | 8      |
| 4                    | Tunisien             | 0    | 2      | 2     | 4      |
| 5                    | Elfenbenskusten      | 0    | 1      | 1     | 2      |
| 5                    | Sydafrika            | 0    | 1      | 1     | 2      |
| 7                    | Angola               | 0    | 1      | 0     | 1      |
| 8                    | Marocko              | 0    | 0      | 4     | 4      |
| 9                    | Kap Verde            | 0    | 0      | 1     | 1      |
| 9                    | Senegal              | 0    | 0      | 1     | 1      |
| Totalt (10 nationer) | Totalt (10 nationer) | 12   | 12     | 21    | 45     |